# سازمان حفاظت اطلاعات وزارت دفاع و پشتیبانی نیروهای مسلح
سازمان حفاظت اطلاعات وزارت دفاع و پشتیبانی نیروهای مسلح جمهوری اسلامی ایران (به‌اختصار: ساحفاودجا) سازمانی است مستقل و متمرکز در تابعیت فرماندهی کل قوا و وابسته به وزارت دفاع و پشتیبانی نیروهای مسلح که وظیفه دارد وزارت دفاع را در جهت پیشبرد اهداف و مأموریت‌های محوله از هر لحاظ صیانت نماید.
ریاست این سازمان در حال حاضر بر عهده سردار سرتیپ پاسدار رحیم یعقوبی است.

## رئیسان سازمان
- صادق ذوالقدرنیا (۹ اسفند ۱۳۷۸–۸ آبان ۱۳۸۴)[۱]
- علی شمشیری (۸ آبان ۱۳۸۴–فروردین ۱۳۹۰)[۲]
- غلامحسین رمضانی (۲۷ فروردین ۱۳۹۰–؟)[۳]
- سید اصغر میرجعفری (؟ –اردیبهشت ۱۳۹۷)
- مجید خادمی (۲۶ اردیبهشت ۱۳۹۷–تیر ۱۴۰۱)[۴]
- رحیم یعقوبی (تیر ۱۴۰۱–تاکنون)[۵]